# Freddie Thorp
Frederick „Freddie“ Nicholas Thorp (* 7. März 1994 im Royal Borough of Kensington and Chelsea) ist ein britischer Schauspieler.

## Leben und Karriere
Thorp wurde am 7. März 1994 im Royal Borough of Kensington and Chelsea geboren. Er besuchte die Summer Fields School in Oxford und später das Eton College. 2013 nahm er an Kursen am Lee Strasberg Theatre and Film Institute in New York teil und begann anschließend ein Psychologiestudium an der University of Exeter, wo er auch im Theater aktiv war.
Sein Debüt gab er 2015 in einer Folge in Doctors. 2016 spielte er die Rolle des Tommy im Film To Dream, wofür er 2017 beim British Urban Film Festival als bester Nachwuchsdarsteller nominiert wurde. Anschließend spielte er 2017 in dem Film Overdrive mit. Von 2021 bis 2022 bekam er in Fate: The Winx Saga eine Hauptrolle. 2024 setzte Thorp seine Karriere in Strictly Confidential fort.

## Filmografie
Filme
- 2016: The Head Hunter
- 2016: To Dream
- 2017: Overdrive
- 2022: Summit Fever
- 2024: Strictly Confidential

Serien
- 2015: Doctors
- 2018: A Discovery of Witches
- 2018: Safe
- 2021–2022: Fate: The Winx Saga

## Auszeichnungen

### Nominiert
- 2017: British Urban Film Festival in der Kategorie „BUFF Male Emerging Talent“[8]